# Charlotte Sumner

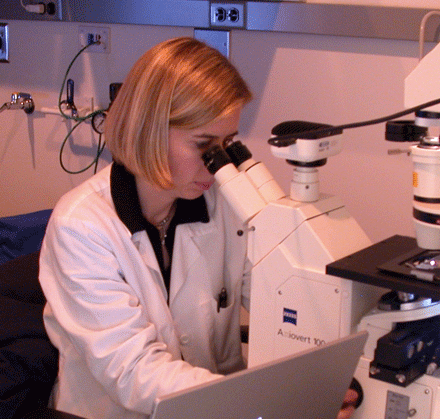
Charlotte Sumner bei der Untersuchung histologischer Präparate (2019)

Charlotte Jane Sumner ist eine US-amerikanische Neurologin.

## Ausbildung
Charlotte Sumner studierte zunächst Ökologie und Evolutionsbiologie an der Princeton University in New Jersey und schloss 1991 mit einem B.A. magna cum laude ab. Im Anschluss absolvierte sie ein Medizinstudium an der Perelman School of Medicine der University of Pennsylvania. Von 1996 bis 1997 hatte sie eine Weiterbildungsstelle in Innerer Medizin an der University of California (UCSF) in San Francisco. Von 1997 bis 2000 machte Sumner eine Facharztausbildung in Neurologie an der UCSF. Bis 2001 schloss sich eine Spezialausbildung für Neuromuskuläre Erkrankungen an der Johns Hopkins School of Medicine in Baltimore an. Bis 2006 war sie in der Folge Stipendiatin am neurogenetischen Labor von Kenneth Fischbeck am National Institute of Neurological Disorders and Stroke in Bethesda (Maryland).

## Karriere
Sumner wurde 2006 Assistant professor of neurology an der Johns Hopkins University. 2010 wurde sie Co-Direktorin an der Charcot Marie Tooth Disease Clinic. 2011 wurde Sumner Assistant professor of neuroscience und Associate professor of neurology and neuroscience. Seit 2019 bekleidet sie seine Professur für Neurologie an der Johns Hopkins University.

## Forschungsschwerpunkte
Sumner untersucht insbesondere erbliche Erkrankungen des Motoneurons und Erkrankungen des peripheren Nervensystems. Sie erforscht u. a. die molekulare Pathogenese der spinalen Muskelatrophie und ähnlicher Erkrankungen und arbeitet an der Entwicklung von Therapiemöglichkeiten wie beispielsweise Histon-Deacetylase-Inhibitoren.

## Privatleben
Sumner bezeichnet sich als Mitglied der LGBT-Community und beteiligt sich am OUTList network of mentors an der Johns Hopkins University.